# Dubstep Dance
Dubstep Dance bezeichnet einen Streetdance-Stil, der zu Dubstep-Musik getanzt wird. Dubstep Dance kombiniert zu diesem Zweck geläufige Bewegungen und Stile der Hip-Hop- und Funk-Kultur. Da es sich bei Dubstep-Musik um elektronische Tanzmusik handelt, die durch ihre Breaks und Drops einen mechanischen Charakter besitzt, wirken die Tanzbewegungen roboterhaft. Bei einem Freestyle werden Techniken wie Isolations- und Dime Stops sowie Popping, Tutting, Waving und Gliding möglichst fließend kombiniert. Auf diese Weise soll die Illusion eines schwerelosen Tänzers erweckt werden, der sich auch in Zeitlupe bewegen kann. Zu den berühmtesten Dubstep-Tänzern gehören Jovan Douglas, Julius “iGlide” Chisolm, Marquese “Nonstop” Scott und Timothy “Randm” Salaz.